# Hans Jütting
Hans Jütting (* 22. September 1909 in Stendal; † 22. September 1999 ebenda) war ein deutscher Manager und Stiftungsgründer.

## Leben
1930 wanderte Jütting nach Kanada aus und studierte dort Wirtschaftswissenschaften (Nationalökonomie) an der McGill-Universität in Montreal. 1933 heiratete er die Pianistin Eugenia Czerny, die aus einer polnischen Künstlerfamilie stammt. Später war Hans Jütting als Finanzchef der Ford Motor Company tätig.
Mit der 1937 gegründeten Hans und Eugenia Jütting Stiftung übernahmen die beiden Stifter eine wichtige Rolle bei der Förderung von Musik, Wissenschaft und Bildung; Stiftungszweck ist die Begabten- bzw. Elitenförderung. 
Von ihrem Wohnort in den USA aus besuchte das Ehepaar noch zu DDR-Zeiten mehrmals die Heimatstadt von Hans Jüttings. 1985 erklärte sich die damalige DDR-Regierung bereit, eine Spende zur Sanierung der Klosterkirche St. Katharinen von Jütting entgegenzunehmen. Im Mai 1994 wurde die frühere Kirchenruine in Anwesenheit von Bundespräsident Richard von Weizsäcker feierlich als repräsentatives Musikforum der Stadt eröffnet. 1995 wurde das Ehepaar Jütting für sein Engagement mit der Ehrenbürgerschaft der Stadt Stendal ausgezeichnet. Das Ehepaar verlegte 1996 seinen Wohnsitz von Florida nach Stendal.
Am 15. Februar 1998 feierte die Jütting-Stiftung ihr 60-jähriges Bestehen. Jütting starb am 22. September 1999, an seinem 90. Geburtstag, in seiner Heimatstadt.

## Stiftung
Die Hans und Eugenia Jütting Stiftung Stendal vergibt jährlich einmalige Förderungen an besonders begabte deutsche und polnische Musikstudenten. Die Katharinenkirche und die mit ihr verbundenen Gebäude des jetzigen Altmärkischen Museums erhalten auch weiterhin Unterstützung durch die Stiftung. Jüttings Verdienst ist es, dass sich die größte Stadt der Altmark zum Treffpunkt begabter Nachwuchsmusiker entwickelte, auch werden regelmäßig Konzerte von der Stiftung organisiert, zu denen nationale und internationale Musiker geladen werden. Die Zuwendungen der Stiftung über 8000 bzw. 5000 Euro gehören zu den höchstdotierten Stipendien für Nachwuchsmusiker in Deutschland.

## Auszeichnungen
- 1994 wurde die Ehrung für das bürgerschaftliche Engagement durch den damaligen Bundespräsidenten Richard von Weizsäcker vorgenommen.[4]
- 1995 wurde das Paar zu Ehrenbürgern Stendals ernannt.